# Jan Wiśniewski (malarz)
Jan Wiśniewski (ur. 18 grudnia 1904 w Warszawie, zm. 10 czerwca 1977 tamże) – polski malarz i scenograf.

## Życiorys
Urodził się 18 grudnia 1904 w Warszawie (większą część swego życia związał z tym miastem), w rodzinie Teofila i Karoliny z Kochanków. Absolwent Państwowego Gimnazjum im. Tadeusza Reytana w Warszawie (1924). Po ukończeniu z wyróżnieniem Warszawskiej Szkoły Rysunkowej studiuje w latach 1924–1928 w Akademii Sztuk Pięknych w Warszawie, pod kierunkiem Tadeusza Pruszkowskiego. Już w czasie studiów, od roku 1927 bierze czynny udział w wystawach Zachęty i zdobywa liczne wyróżnienia, np. „Zaszczytne wyróżnienie” za obraz Dynie.
Po ukończeniu studiów uprawia wszechstronne malarstwo sztalugowe (portrety, pejzaż, malarstwo rodzajowe), jak również polichromię (kościół w Łomży), grafikę użytkową, witrażownictwo (kościół w Grodnie; prowadził pracownię witraży w Warszawie), a także malarstwo sakralne (Kościół Świętego Krzyża w Warszawie, Bazylika Najświętszego Serca Jezusowego na warszawskiej Pradze, Kościół Bożego Ciała na Kamionku w Warszawie, Kościół Świętego Stanisława na warszawskiej Woli). Jedna z jego prac – obraz „Matka Boska Częstochowska” – została w 1937 roku podarowana papieżowi. 
W czasie wojny i okupacji przeżył kampanię wrześniową i obóz jeniecki. Dwukrotnie tracił mienie i dorobek artystyczny w zburzonych podczas bombardowań mieszkaniach. Po powstaniu warszawskim próbuje jednak dokumentować zniszczenia miasta, a cykle jego rysunków znajdują się obecnie w Instytucie Sztuki PAN i Muzeum Warszawy. Po wyzwoleniu przenosi się na Ziemie Odzyskane i bierze czynny udział w organizowaniu tam Związku Polskich Artystów Plastyków. W roku 1949 wraca do Warszawy, do Teatru Polskiego, gdzie obejmuje stanowisko kierownika pracowni scenograficznej, i pracuje tam do roku 1971, sporządzając wiele scenografii do wybitnych sztuk wystawianych w tym teatrze. Przez cały ten czas nie przestaje tworzyć, a jego prace prezentowane w Zachęcie cieszą się wciąż dużym zainteresowaniem (przykładowo: obraz „Portret Staszica” zostaje zakupiony przez Muzeum Górnictwa w Zabrzu, a dzieło „Lelewel na emigracji” przez Ministerstwo Kultury i Sztuki).
W okresie powojennym eksperymentuje ciągle w dziedzinie malarstwa, poszukując nowych środków wyrazu, jednak zawsze w konwencji realistycznej. W latach 60. i 70. pod pseudonimem Wiewski maluje dla DESY zagranicznej, która wysyła jego obrazy do wielu krajów świata.
Jego śmierć jako artysty nie pozostała przemilczana. Pośmiertnie zorganizowano w Zachęcie autorską wystawę jego prac, z której wydano ilustrowany katalog, a liczne obrazy tam zaprezentowane szybko znalazły nabywców.

## Ordery i odznaczenia
- Złoty Krzyż Zasługi (22 lipca 1953)[10]